# لودویگ فاددیف
لودویگ فاددیف (روسی: Лю́двиг Дми́триевич Фадде́ев؛ زاده ۲۳ مارس ۱۹۳۴) یک فیزیک‌دان، ریاضی‌دان و مخترع اهل روسیه است.
وی همچنین برنده جوایزی همچون مدال ماکس پلانک شده است.